# 2997 Кабрера
2997 Кабрера (2997 Cabrera) — астероїд головного поясу, відкритий 17 червня 1974 року.
Тіссеранів параметр щодо Юпітера — 3,399.